# 奥斯曼帝国的基督教
在奥斯曼帝国的米利特制度下，基督徒和犹太人都被视为齐米，他們都要缴纳吉茲亞。 奥斯曼帝国當局認為，相對於西歐基督教國家內的非基督徒（異教徒）的地位，米利特制度實際上讓本國的異教徒的地位更高，顯示出奧斯曼帝國對待異教徒更仁慈。東正教教徒是帝國內最大的非穆斯林群体。奥斯曼帝国不是一个宗教平等的国家，非穆斯林的法律地位低于穆斯林。齐米禁止向穆斯林傳教。奥斯曼帝国容忍新教传教士在其境内活动，但前提是新教传教士只能向东正教教徒传教。

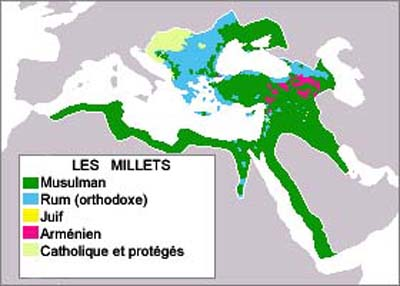
16世纪末奥斯曼帝国境内的宗教分佈圖

从14世纪末到17世纪中叶，奥斯曼帝国对巴尔干半岛的基督徒实行德夫希尔梅制度，被選中的男孩被迫皈依伊斯兰教，这是有记录以来奥斯曼帝国唯一一次系统性地讓基督徒强迫皈依伊斯蘭教。 
奧斯曼帝國後期，當局對基督徒的態度越來越差。  當局甚至發動了諸如1821年君士坦丁堡大屠杀、希俄斯大屠殺、哈米德大屠殺、阿達納屠殺、亚美尼亚种族灭绝、希臘種族滅絕和亞述人種族大屠殺等迫害基督徒的行動。 